# Schäferspiel

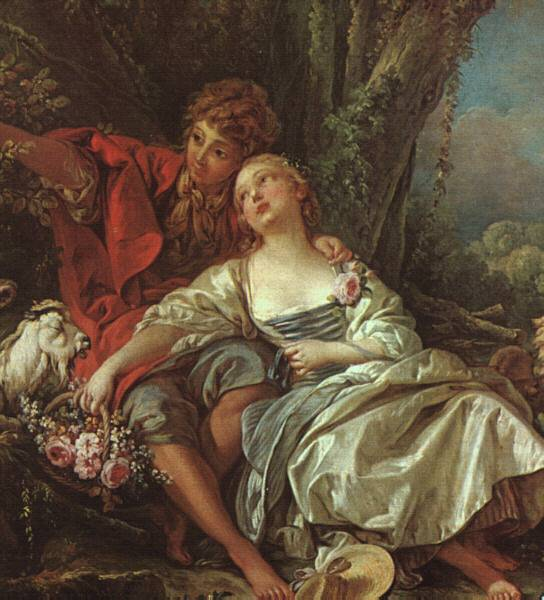
Schäfer und Schäferin auf einem Gemälde von François Boucher

Das Schäferspiel bildete eine Gattung von höfischen Theaterstücken und eine Form der Schäferdichtung.

## Geschichte
Das Schäferspiel entwickelte sich zur Zeit der Renaissance besonders in Italien. Seine Wurzeln lagen in der antiken Bukolik (Idyllen Theokrits, Eklogen Vergils), dem höfischen mythologischen Drama und dessen burlesker Parodie, dem Hirtenschwank.
Als erstes italienisches Schäferspiel gilt Agostino de’ Beccaris Il sacrificio (1554). Bedeutende Werke waren Torquato Tassos Aminta (1573) und Giovanni Battista Guarinis Il pastor fido (1583).
Mit Hilfe von Übersetzungen der italienischen Vorbilder breitete sich das Schäferspiel im 16. und 17. Jahrhundert an den Höfen Europas aus. In England entstanden 1584 John Lylys Galathea und George Peeles Arraignment of Paris, 1599? William Shakespeares As you like it, 1610 John Fletchers The Faithful Shepherdess, 1634 John Miltons Comus und 1641 Benjamin Jonsons The Sad Shepherd. Neben As you like it zeigen mehrere andere Komödien Shakespeares pastoralen Einfluss.
In Frankreich wirkte besonders anregend Honoré d’Urfés Schäferroman L'Astrée. Bedeutende Stücke waren Racans Les Bergeries (1625) und Jean Mairets Sylvie (1628) sowie dessen Silvanire (1629). Nachwirkungen finden sich in den Komödien von Corneille, Racine, Molière und Marivaux.
Im deutschen Adel und Großbürgertum dominierten die Übertragungen. Am ehesten entspricht ihnen die Doppelkomödie Das verliebte Gespenst und Die geliebte Dornrose von Andreas Gryphius (1660). Weitere Schäferspiele schrieben unter anderem Heinrich Elmenhorst, Adam Gottfried Uhlich, Johann Sigismund Scholze, Christian Nicolaus Naumann und Karl Christian Gärtner. Noch 1767 zeigte Goethes Die Laune des Verliebten wesentliche Elemente des Schäferspiels.

## Merkmale
Im Mittelpunkt der Handlung steht ein Liebesreigen. Die Paare, meist Schäfer und Schäferinnen, lernen sich kennen, werden voneinander getrennt und finden sich wieder in einer Ordnung, die harmonischer wirkt als der Anfangszustand. Der Rahmen bleibt überschaubar, Unkonventionelles und Abenteuerliches kommt nicht vor. Die Natur ist in einem Idyll überhöht. Musikalische Einlagen, Ballette und Chöre sind üblich, wodurch das Schäferspiel wesentlich zur Entstehung der Oper beitrug.